# North Gwent Football League
North Gwent Football League (hiện tại là Ryan Transport North Gwent Football League vì lý do tài trợ) là một giải bóng đá ở miền Nam Wales. Trụ sở đặt tại Ex-Servicemens Club, Ebbw Vale.

## Khu vực
Khu vực của giải bao gồm: Ebbw Vale, Tredegar, Rhymney, Maesycwmmer, Wattsville, Hafodyrynys và Llanelly Hill.

## Hạng đấu
Giải đấu chia thành 2 hạng đấu. Ngoại hạng dành cho các đội bóng không có đội thi đấu ở cấp cao hơn. Hạng đấu dự bị dành cho các đội thi đấu ở cả Gwent County League và North Gwent League, vận hành song song với các đội tham gia 2 giải cúp trong giải đấu.

## Lên và xuống hạng
Đội vô địch Ngoại Hạng (hoặc á quân nếu đội vô địch không đáp ứng điều kiện sân bãi) sẽ được thăng hạng Gwent County League.